# کیرا رید
کیرا رید (انگلیسی: Kira Reed؛ زادهٔ ۱۳ اکتبر ۱۹۷۱) یک هنرپیشه، بازیگر فیلم پورنوگرافی، فیلم‌نامه‌نویس، مجری، و تهیه‌کننده اهل ایالات متحده آمریکا است.